# Cocculina pacifica
Cocculina pacifica is een slakkensoort uit de familie van de Cocculinidae. De wetenschappelijke naam van de soort is voor het eerst geldig gepubliceerd in 1949 door Kuroda & Habe.